# Girolamo Beccadelli di Bologna
Girolamo Beccadelli di Bologna (Palermo, fine XV secolo – Siracusa, 16 luglio 1560) è stato un vescovo cattolico italiano.

## Biografia
Membro della nobile famiglia palermitana dei Beccadelli di Bologna, di antica origine bolognese, nacque da Fabio e da Laura Bologni verso la fine del XV secolo e fin dalla più tenera età fu avviato alla carriera ecclesiastica, entrando nell'Ordine dei frati minori conventuali. Grazie all'influenza e agli appoggi politici di cui godeva la famiglia, riuscì ad ottenere una serie continua di benefici ecclesiastici; fu canonico di Malta, cappellano della cappella reale di Palermo nel 1516, canonico della cattedrale metropolitana nel 1517, cappellano d'onore dell'imperatore Carlo V d'Asburgo nel 1527, priore di Santa Trinità di Delia nel 1528, infine abate commendatario di San Giovanni degli Eremiti, poi di San Filippo Grande e di Nostra Signora di Roccamadore.
Su richiesta dell'imperatore Carlo V d'Asburgo, il 29 aprile 1541 fu scelto come vescovo di Siracusa e fu consacrato il successivo 29 gennaio 1542 da Marianus de Mayno, O.S.B., vescovo titolare di Brefny.
Come vescovo di Siracusa prese parte, con Pietro Tagliavia d'Aragona, arcivescovo di Palermo, alle prime due sessioni del concilio di Trento, che si svolsero la prima tra il 1545 e il 1547 e la seconda tra il 1551 e il 1552.

### Il concilio di Trento

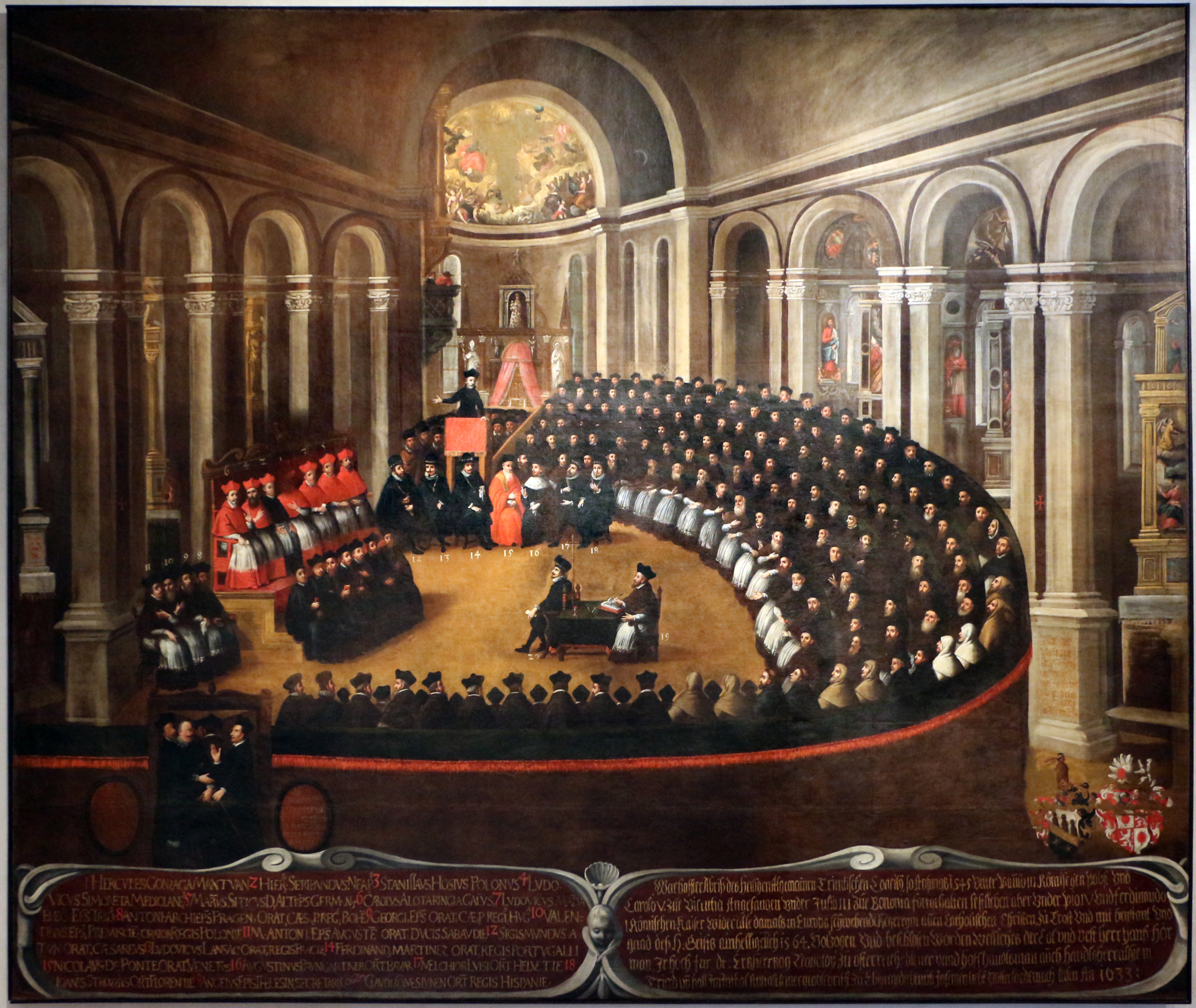
I vescovi partecipanti al concilio di Trento (dipinto di Elia Naurizio, XVII)

Il vescovo di Siracusa, Girolamo Beccadelli, nel 1545 venne nominato da Carlo V rappresentante della Sicilia al concilio di Trento e quindi esso si recò nel principato vescovile dell'Alto Adige insieme all'altro solo esponente della chiesa siciliana, l'arcivescovo di Palermo, Pietro Tagliavia d'Aragona (fratello di Carlo d'Aragona, marchese di Avola).
Il fatto che venisse affidata una tale responsabilità al prelato della città aretusea non deve stupire, infatti, prima dell'arrivo dei Normanni (e dello stravolgimento geo-politico attuato da essi a seguito del parlamento di Salerno nel 1129) era l'arcivescovo di Siracusa ad avere il controllo su tutte le chiese siciliane (detto metropolita di Sicilia), nelle quali ebbe il merito di diffondere la liturgia in lingua greca (i più antichi manoscritti cristiani venivano resi in greco), in virtù della maggiore antichità della comunità cristiana siracusana e del maggiore potere detenuto dalla suddetta città in epoca post-classica (essa era riconosciuta dai Greci-Romani di Costantinopoli sede dello Strategos di Sikelia, comprendente anche l'Italia meridionale).
Al concilio, indetto per cercare di riformare la chiesa e comprendere i bisogni dei protestanti capitanati dal germanico Martin Lutero, il vescovo di Siracusa fu accompagnato da un altro cittadino aretuseo; il suo teologo benedettino Gaspare Ventura. Giunsero a Trento nel mese di agosto (il concilio si sarebbe aperto il 13 dicembre di quell'anno). Girolamo, con Pietro, fece parte del gruppetto iniziale (comprendente tre vescovi della Spagna, quattro vescovi del Regno di Napoli e quattro vescovi della Francia, oltre le varie figure politiche del papa e dell'imperatore) che decise in che termini si dovesse svolgere l'imminente e significativo incontro. Tra le altre cose fu stabilito che nella sede del concilio (la cattedrale di San Vigilio) si elevassero due troni: uno per il papa e l'altro per Carlo V.
Quando il concilio incominciò, il vescovo di Siracusa prese posto con il gruppo dei vescovi della Spagna, e non quello dei vescovi italiani (stessa cosa fece Pietro d'Aragona), e una costante dell'evento sarà infatti l'allineamento, specialmente sul piano politico, dei due vescovi siciliani al volere della corona spagnola, ovvero dell'imperatore.
Ciononostante, Girolamo e Pietro ebbero molta libertà di parola. Il vescovo di Siracusa, in particolare, si distinse in varie occasioni, ma la sua battaglia più meritevole di menzione fu quella sulla residenza obbligatoria per tutti i vescovi, compresi i cardinali, nel luogo per il quale venivano eletti (prima di questa nuova norma, molte diocesi, specie quelle secondatie, rimanevano governate da vicari del prelato, senza mai conoscere il proprio vescovo, poiché egli non riteneva necessario andarvi a risiedere).

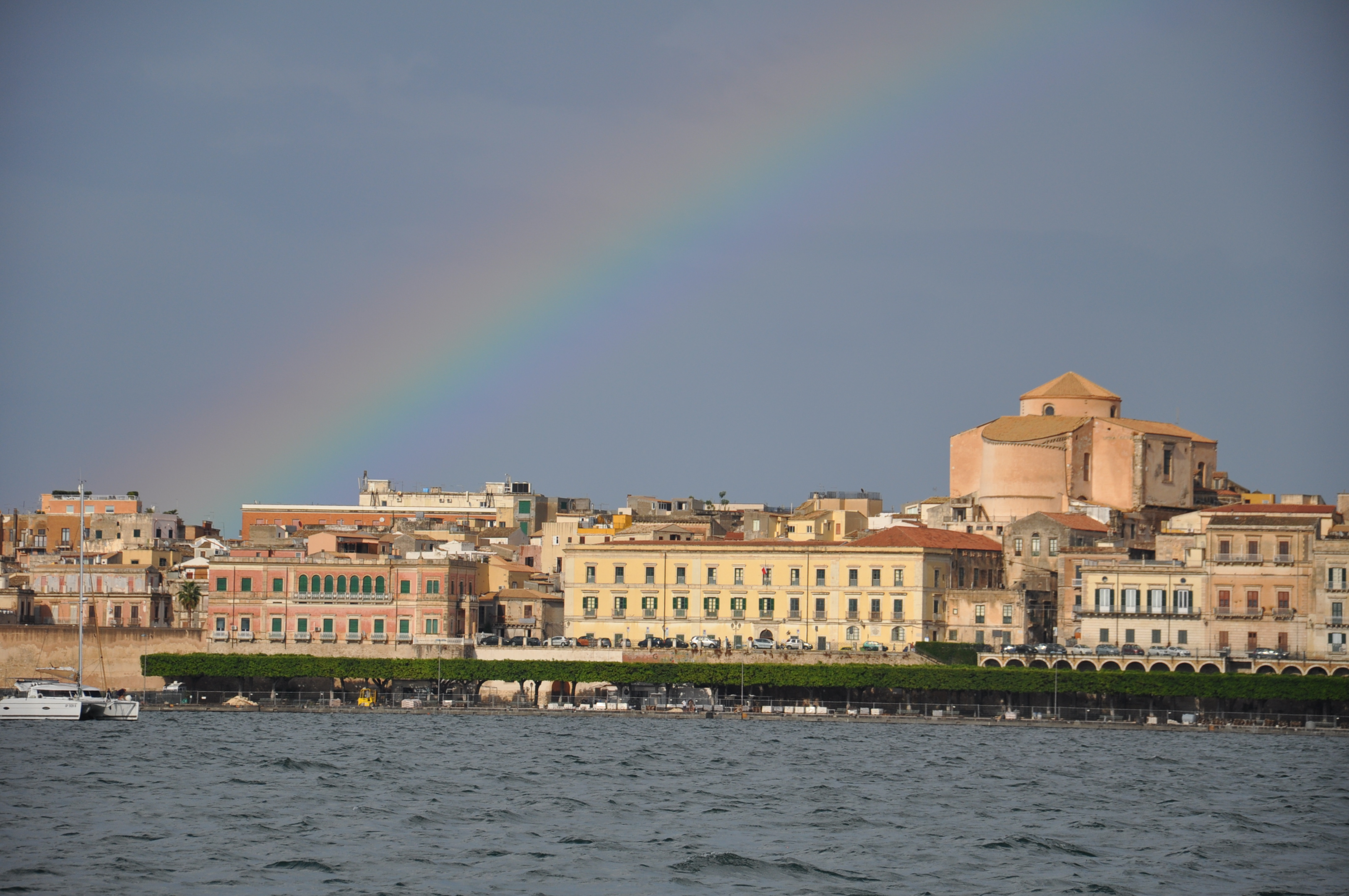
Vista di Ortigia, dal suo lato di Ponente

Il vescovo siracusano si schierò inoltre a favore della scrittura della bibbia in lingua volgare (fino ad allora proibita), senza aver timore di andar contro il volere del cardinale spagnolo Pedro Pacheco Ladrón de Guevara. Girolamo venne però osteggiato dalla maggior parte dei conciliari sul tema della giustificazione, per la quale egli desiderava mettere al primo posto il dogma della fede; a sostenerlo vi furono solamente il suo teologo Gaspare (che durante il proprio intervento meritò gli applausi della platea), il generale degli agostiniani, Girolamo Seripando, e l'arcivescovo di Palermo, Pietro d'Aragona (che a differenza di Girolamo si spese molto su tale tesi, non riusciendo tuttavia a far cambiare idea ai conciliari). In linea di massima, il vescovo di Siracusa si mantenne sempre su toni pacati e posizioni moderate.
Quando però il papa e il suo entourage, nel 1547, cercarono di spostare il concilio a Bologna (città fuori dal potere imperiale), Girolamo non si mosse da Trento, rimanendo legato agli Spagnoli e a Carlo, che non desideravano l'allontanamento dalla città tridentina (posta invece sotto influenza spagnola-germanica). Francisco de Toledo Herrera lo encomiò per la fedeltà dimostrata nello scritto rivolto all'imperatore.
Nel medesimo periodo (anno 1550) il vescovo di Siracusa, Girolamo, ripartì per il Nord Italia, poiché da lì a breve si sarebbe riaperto il concilio di Trento (seconda fase conciliare permeata dalle vicende belliche di Carlo, il quale aveva dapprima dichiarato guerra alla Germania protestante, rea di non aver voluto riconoscere come valido il sinodo tridentino, vincendola nel '47, ma poi questa si era alleata con la Francia contro di lui e contro la sua dura autorità cattolica, portando a un nuovo blocco del concilio).
Prima di dirigersi a Trento, Girolamo sostò a Bologna (dove egli aveva parenti, essendo nativo di quella città). Nel capoluogo emiliano entrò in contatto con i lavori del siciliano Giorgio Siculo (che poco tempo dopo sarebbe stato dichiarato eretico e condannato a morte per le sue affermazioni). Il vescovo di Siracusa sostenne in un primo momento il pensiero del Siculo: egli arrivò a leggerne l'Epistola davanti ai conciliari tridentini (anche se non sapeva chi ne fosse l'autore), poi però se ne distaccò. Nel 1552 il concilio dovette essere nuovamente interrotto (Carlo era entrato di nuovo in guerra contro i suoi sudditi germanici) e il vescovo di Siracusa tornò nella sua diocesi. Girolamo fu incaricato dagli ecclesiastici di applicare nella chiesa aretusea quanto si era stabilito nella seduta tridentina. Quindi a Siracusa nel 1553 venne organizzato il primo sinodo tridentino siciliano (nel 1555 il vescovo fece pubblicare a Palermo il libro su quanto si era stabilito nell'incontro siracusano).

## Genealogia episcopale
La genealogia episcopale è:
- Vescovo Marianus de Mayno, O.S.B.
- Vescovo Girolamo Beccadelli da Bologna